# 丹麥國防軍
丹麦国防军（丹麦语：Forsvaret，法罗语：Danska verjan，格陵兰语：Illersuisut）是丹麥王國的軍隊，负责丹麦本土與海外领地格陵兰、法罗群岛的国防事务。依照丹麦宪法，丹麦君主是丹麦国防军法律意义上的最高统帅；但依照丹麦国防法，丹麦国防大臣担任丹麦国防军的总指挥。国防司令部是三軍最高指挥机构。丹麦实行义务兵与志愿兵相结合的兵役制。

## 组成

### 国土防卫军

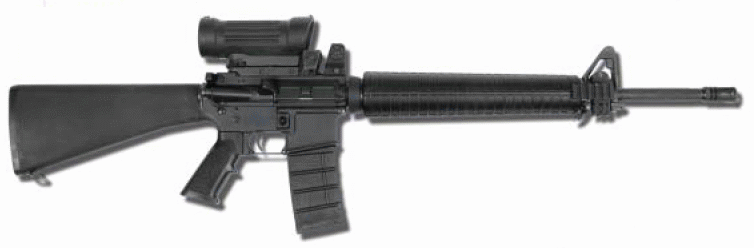
AR M95步槍
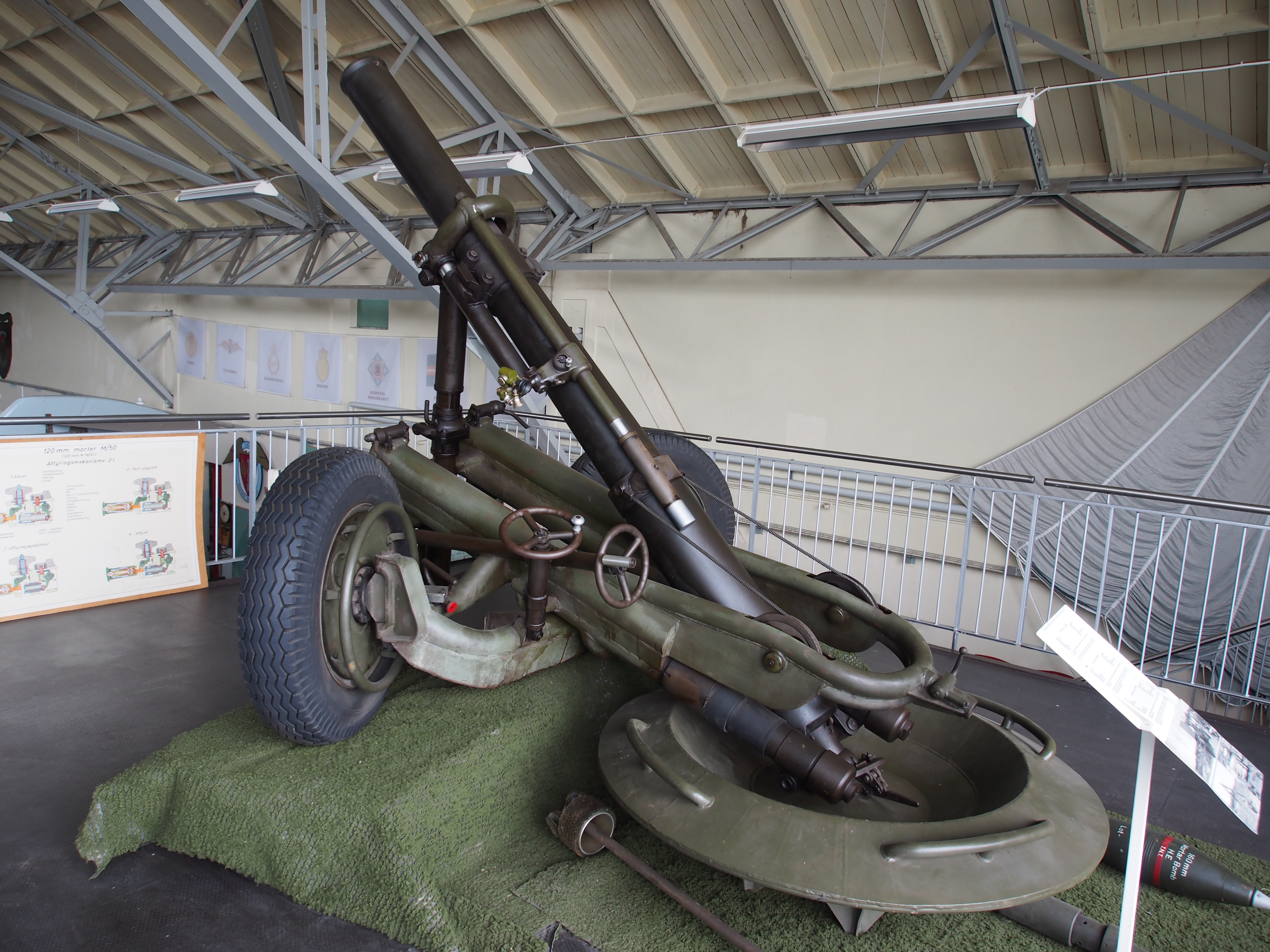
160mm重迫擊砲
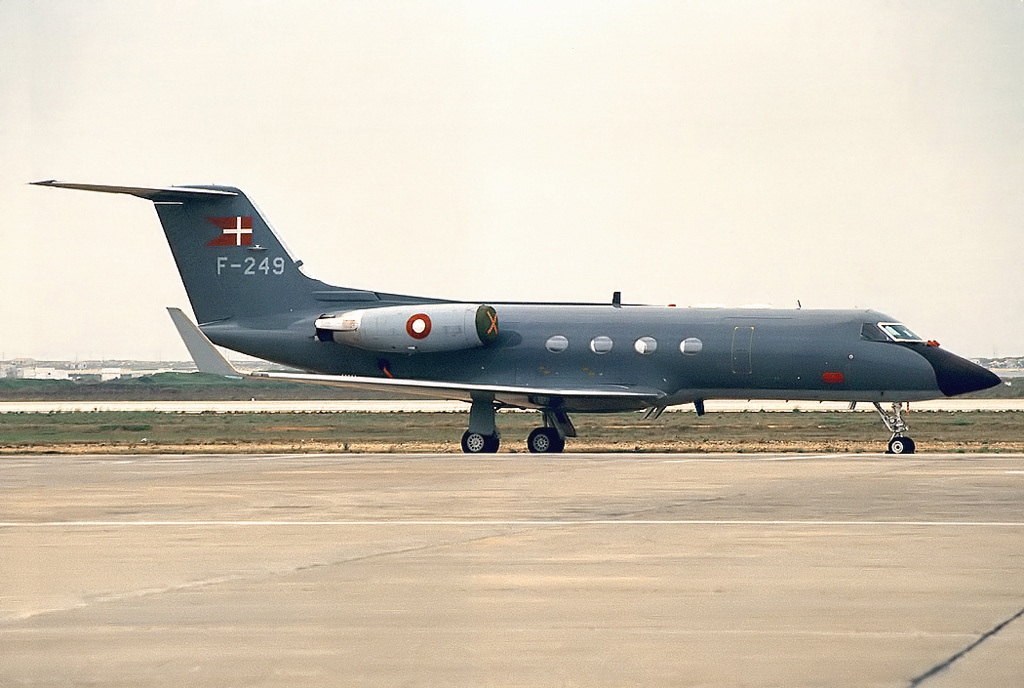
灣流GIII（英语：Gulfstream III）
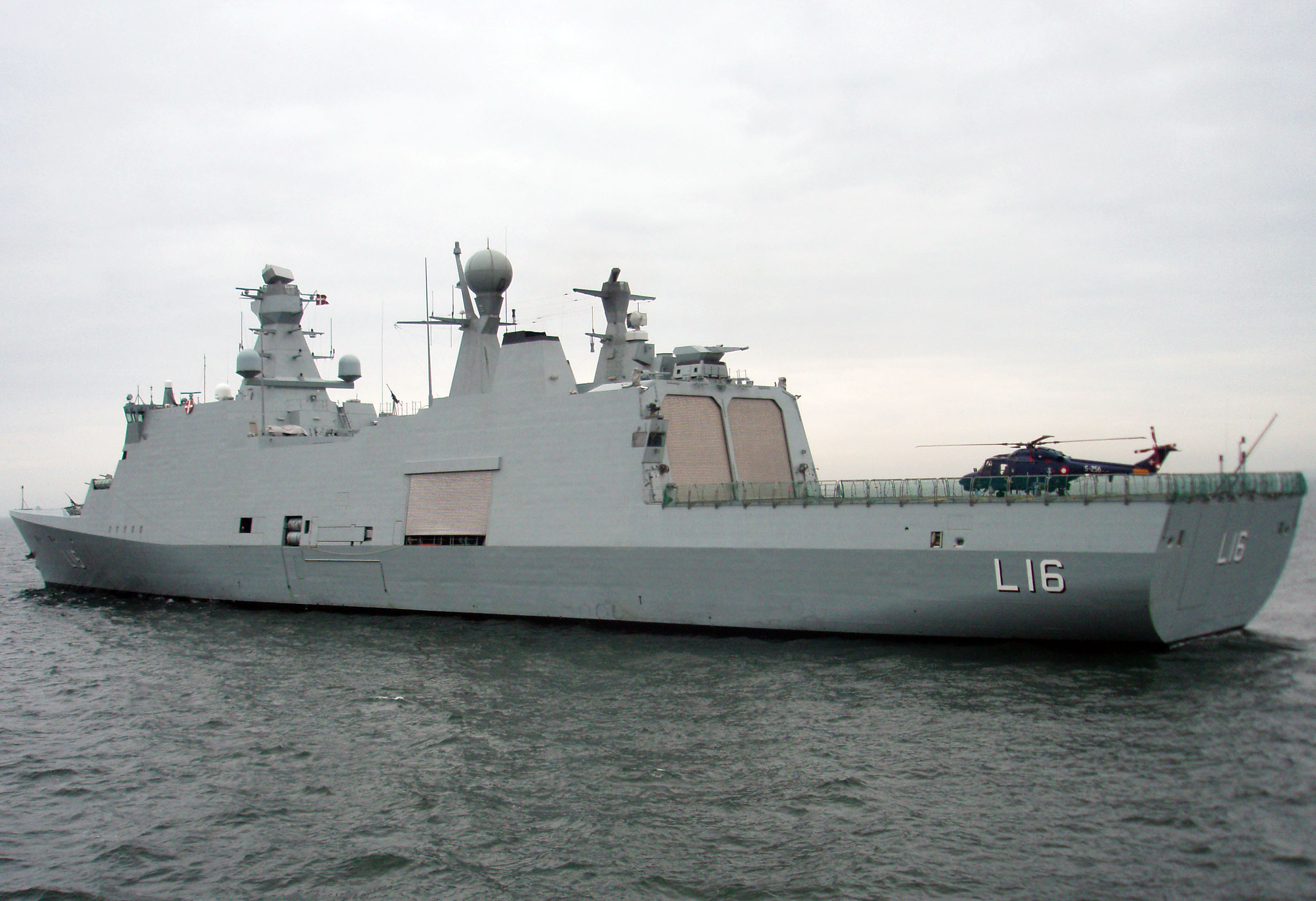
阿布薩隆級支援艦
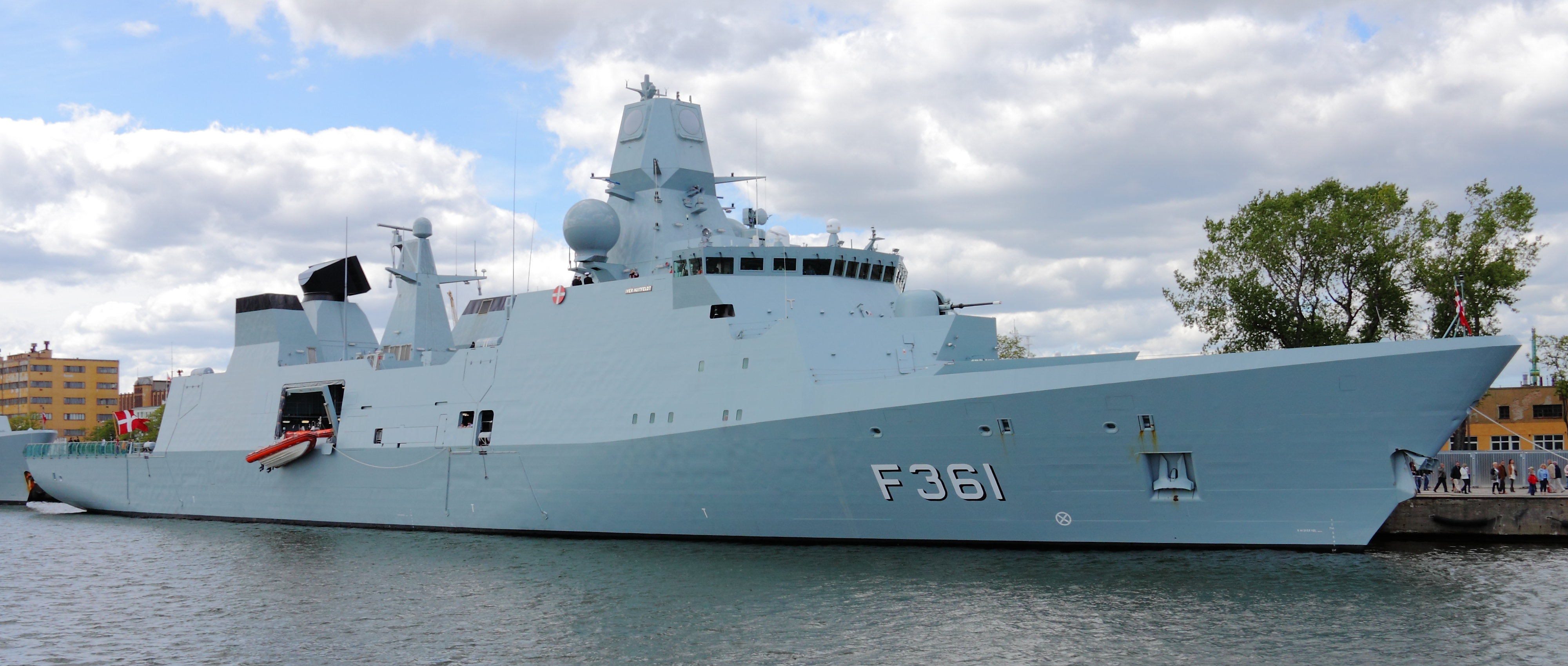
伊萬·休特菲爾德級巡防艦
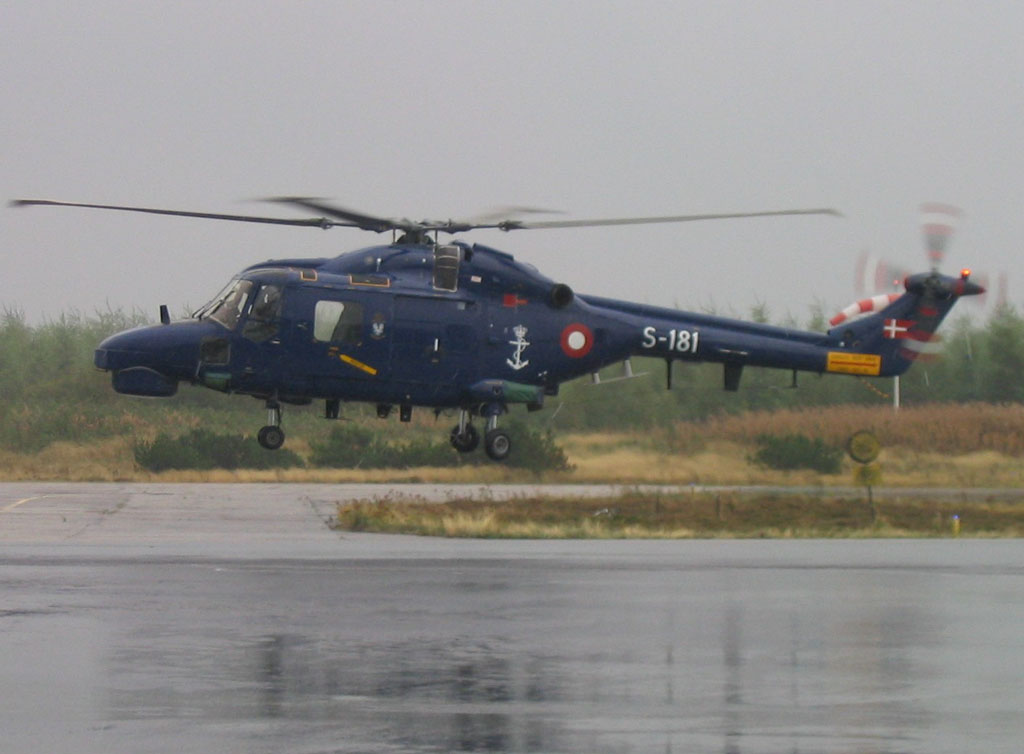
山猫直升機
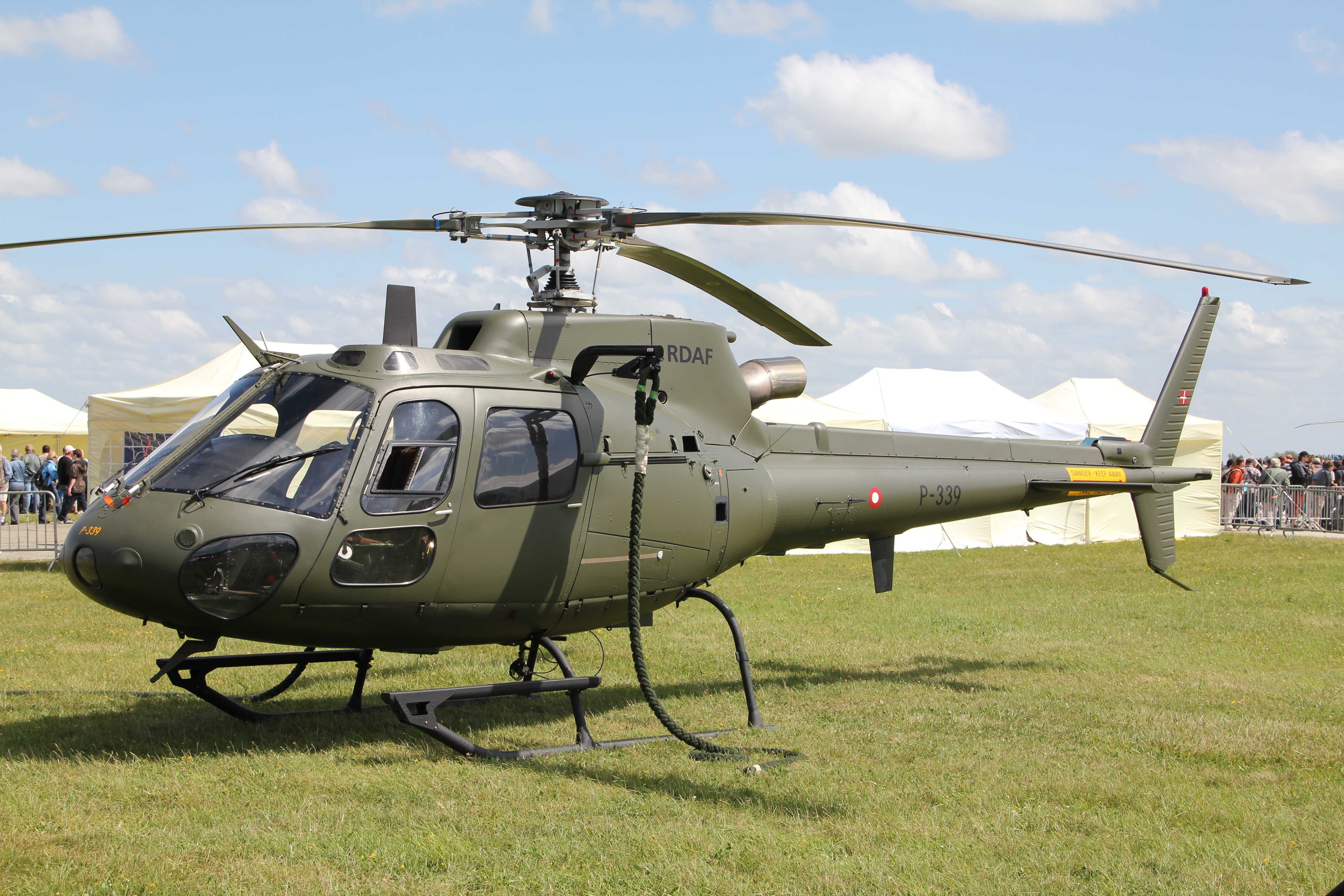
非洲狐直升機
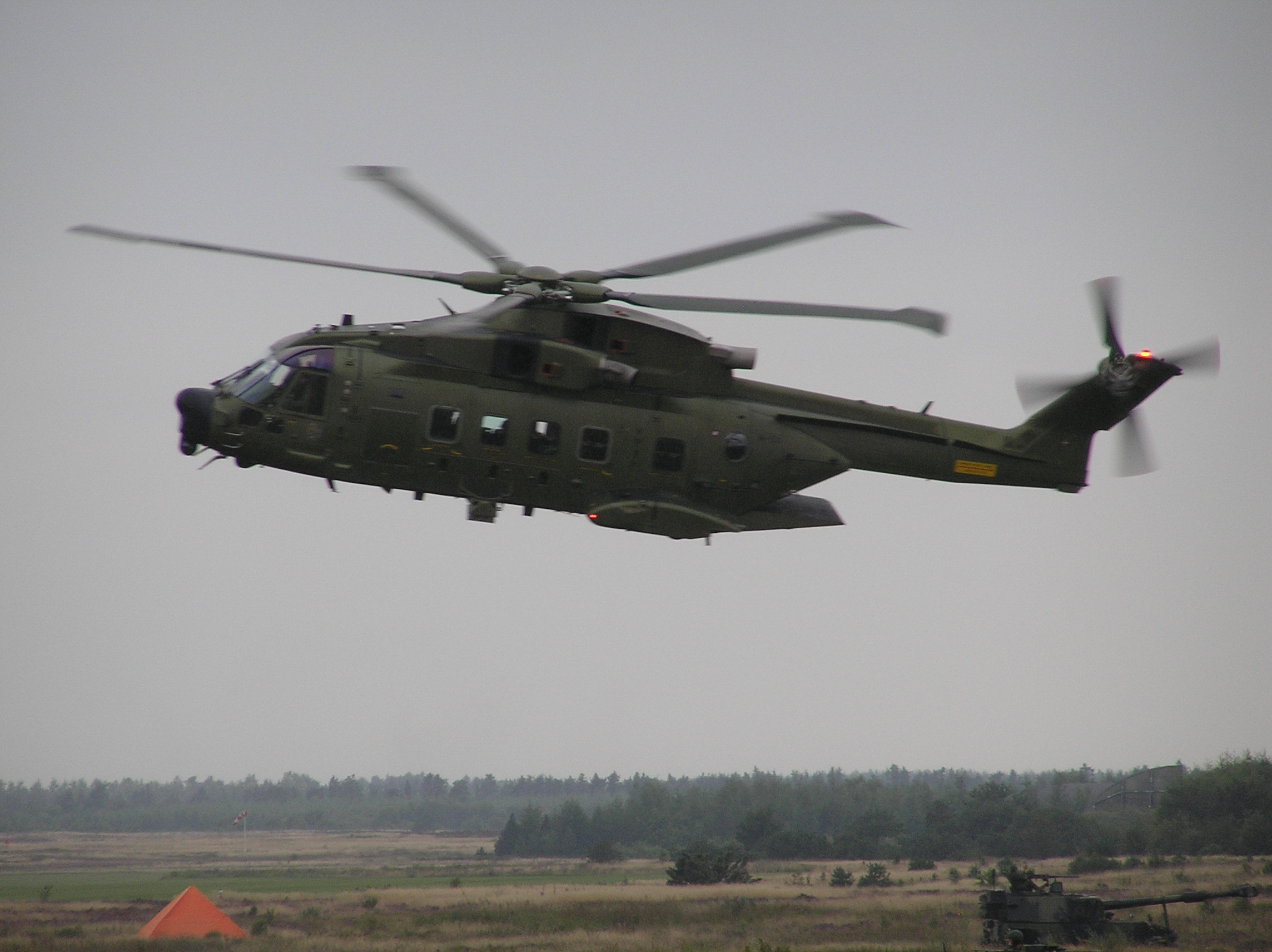
奧古斯塔偉士蘭AW101灰背隼直升機
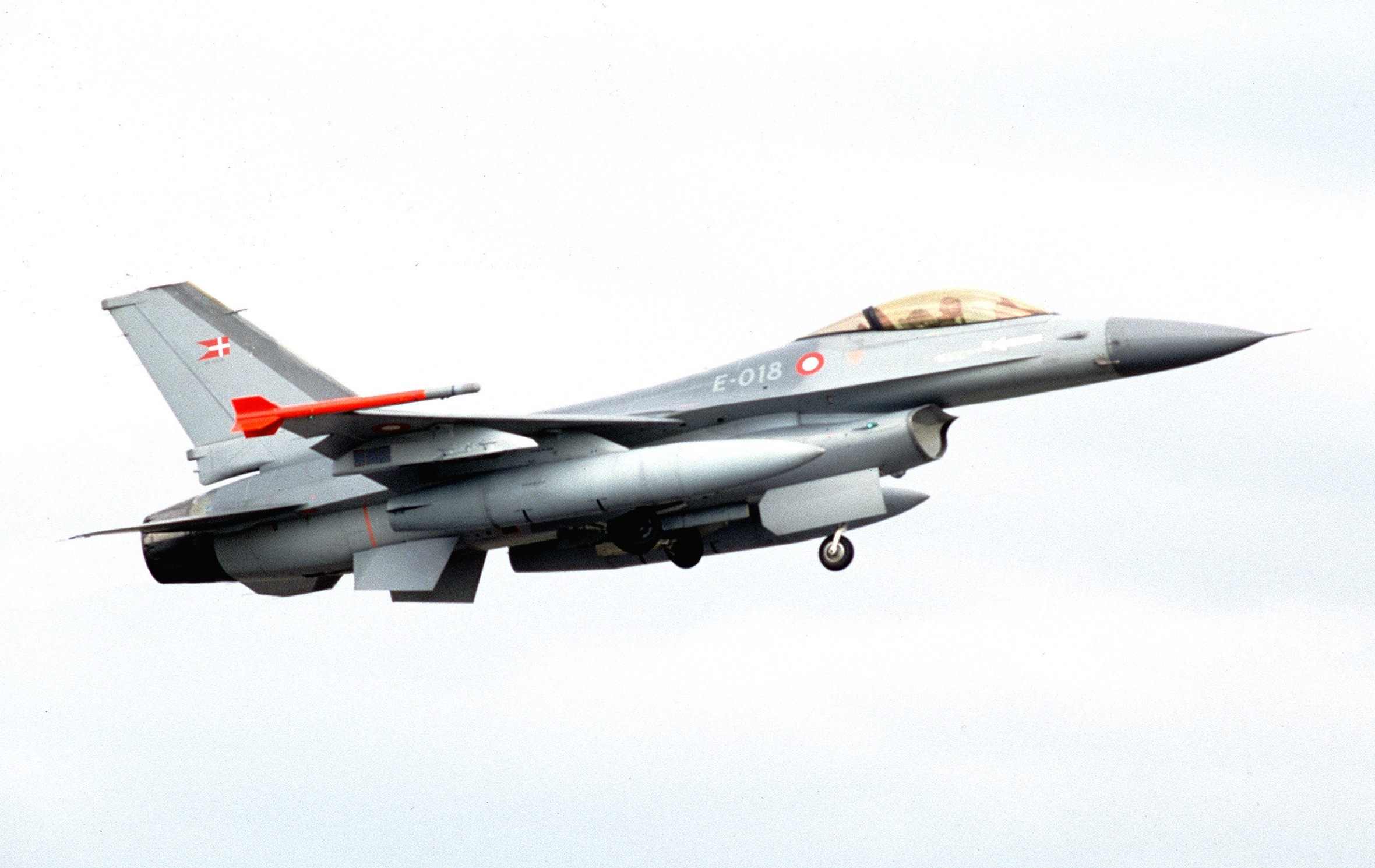
F-16A